# Oryzoda
Les Oryzodes (Oryzodae) són una supertribu de les ehrhartòidies.

## Tribus i genères
- Tribu Anomocloia

Aquesta tribu forma la subfamília Anomochlooideae. Hi ha un gènere: Anomochloa.
- Tribu Diarrhenia

Hi ha un gènere: Diarrhena.
- Tribu Ehrhartia

Hi ha 4 gèneres: Ehrharta, Microlaena, Petriella, Tetrarrhena.
- Tribu Olyria

Hi ha 20 gèneres: Agnesia, Arberella, Buergersiochloa, Cryptochloa, Diandrolyra, Ekmanochloa, Froesiochloa, Lithachne, Maclurolyra, Mniochloa, Olyra, Pariana, Parodiolyra, Piresia, Piresiella, Raddia, Raddiella, Rehia, Reitzia, Sucrea.
- Tribu Orízia

Aquesta tribu forma la subfamília Oryzoideae. Té 13 gèneres: Chikusichloa, Hydrochloa, Hygroryza, Leersia, Luziola, Maltebrunia, Oryza, Porteresia, Potamophila, Prosphytochloa, Rhynchoryza, Zizania, Zizaniopsis.
- Tribu Phaenospermatia

Hi ha 1 gènere en aquesta tribu: Phaenosperma.
- Tribu Fària

Hi ha 4 gèneres: Leptaspis, Pharus, Scrotochloa, Suddia.
- Tribu Phyllorhachidia

Aquesta tribu té 2 gèneres: Humbertochloa, Phyllorhachis.
- Tribu Streptochaetia

Hi ha un gènere: Streptochaeta.
- Tribu Streptogynia

Aquesta tribu té un sol gènere: Streptogyna.